# Mytilida
Pour les articles homonymes, voir moule.
Moule, Mytiloida
Ordre
Synonymes
- Mytiloida

Les Mytilida (anciennement Mytiloida) plus communément appelées moules, constituent un ordre de mollusques bivalves.
Trois espèces sont principalement exploitées en mytiliculture et consommées : la moule commune sur les côtes de l'océan Atlantique et de la Bretagne, dans tout le nord de l'Europe, ainsi qu'au Canada, moule méditerranéenne sur les côtes de la mer Méditerranée et de l'océan Atlantique (en Espagne et au Portugal) et Mytilus platensis sur les côtes du Chili. Les bancs de moules, qu'ils soient naturels ou exploités, sont nommés « moulières ».

## Présentation générale

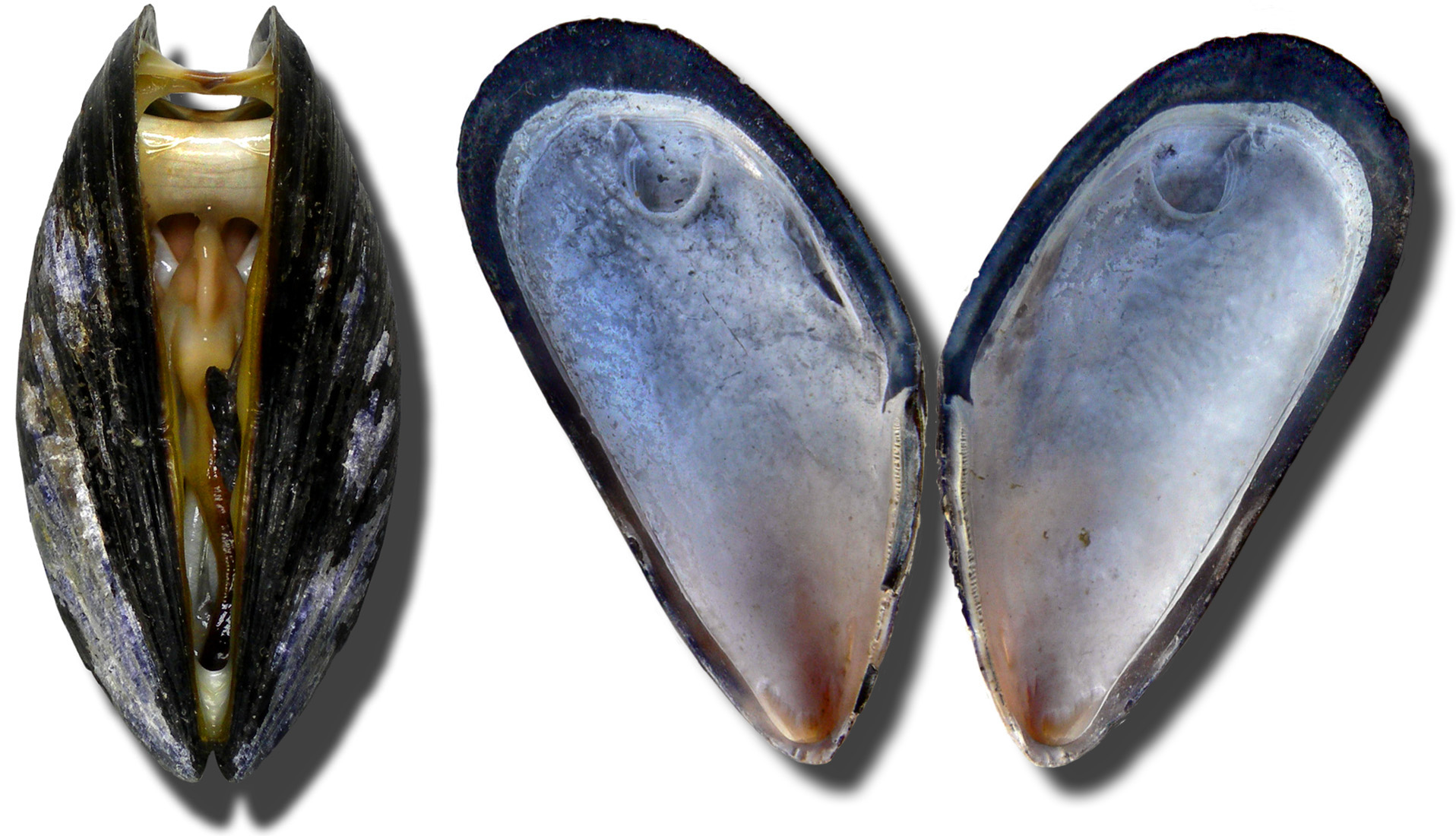
Coquille.

La moule est caractérisée, comme tous les lamellibranches, par :
- une coquille bivalve permettant la sauvegarde de la muqueuse ;
- un manteau (épiderme + derme) très développé qui est formé de 2 lames palléales enveloppant la totalité du corps ;
- une cavité palléale délimitée par le manteau ;
- deux muscles adducteurs permettant la fermeture de la coquille (le muscle adducteur postérieur est plus développé que le muscle adducteur antérieur) ;
- des branchies baignant dans la cavité palléale, en forme de lamelles (d'où le nom Lamellibranches) ;
- un byssus (faisceau de filaments protéiques) pour se fixer à un support ou encore bien appelée « filaments de Byssus » produit par une glande byssogène située sous le pied ;
- la régression des organes sensoriels dans la région antérieure, donc plus de tête nettement différenciée : les moules sont acéphales.

## Classification
Selon World Register of Marine Species (18 avril 2016) :

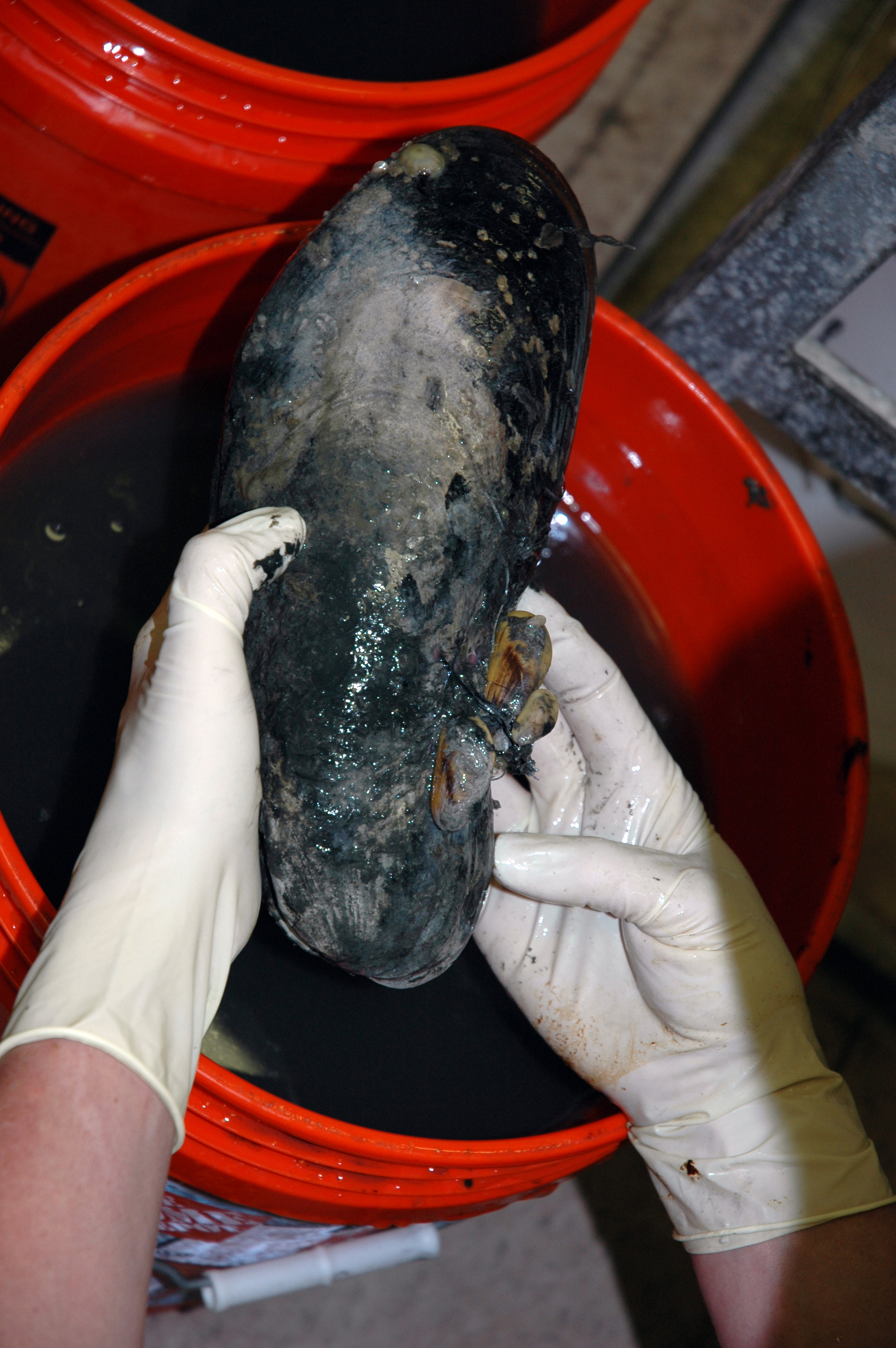
Bathymodiolus brooksi

- super-famille Mytiloidea Rafinesque, 1815
  - famille Mytilidae Rafinesque, 1815 -- moules
    - genre Adipicola Dautzenberg, 1927
    - genre Adula H. Adams et A. Adams, 1857
    - genre Amygdalum Megerle von Muhlfeld, 1811
    - genre Arcuatula Soot-Ryen, 1955
    - genre Botula Mörch, 1853
    - genre Brachidontes Swainson, 1840
    - genre Crenella T. Brown, 1827
    - genre Dacrydium Torell, 1859
    - genre Geukensia Van de Poel, 1959
    - genre Gregariella di Monterosato, 1884
    - genre Idasola Iredale, 1939
    - genre Ischadium Jukes-Browne, 1905
    - genre Lioberus Dall, 1898
    - genre Lithophaga Roding, 1798
    - genre Megacrenella Habe et Ito, 1965
    - genre Modiolula Sacco, 1898
    - genre Modiolus Lamarck, 1799
    - genre Musculista Yamamoto et Habe, 1958
    - genre Musculus Roding, 1798
    - genre Mytilus Linnaeus, 1758 (comprenant la moule commune et la moule de Méditerranée)
    - genre Perna Philipsson, 1788
    - genre Rhomboidella Monterosato, 1884
    - genre Septifer Recluz, 1848
    - genre Solamen Iredale, 1924
    - genre Stenolena Dall, Bartsch, et Rehder, 1938
    - genre Vilasina Bartsch, 1960
- super-famille Modiolopsoidea P. Fischer, 1886 †
  - famille Goniophorinidae Sánchez, 2006 †
  - famille Modiolopsidae P. Fischer, 1886 †

## Anatomie et physiologie

### Protection
La moule possède une coquille bivalve. Les deux valves se correspondent, et on observe des stries d'accroissement, ce qui montre que la coquille est sécrétée par le manteau. La coquille est capable de croissance régulière. La coquille est produite par un épiderme unistratifié associé à une structure fibreuse appelé derme.
- Les bords du manteau vont sécréter le periostracum, et la couche des prismes et des cellules de l'épiderme vont sécréter les deux couches sous-jacentes. Le mollusque n'est pas entièrement enfermé dans sa coquille.
- La fermeture de la coquille est active par contraction de deux muscles attachés aux deux valves :
  - un petit muscle qui est le muscle adducteur antérieur
  - un grand muscle qui est le muscle adducteur postérieur
- L'ouverture est possible grâce à une charnière en position antérieure avec un ligament élastique dorsal.
- La coquille a un rôle d'exosquelette
- La couleur naturelle peut varier mais en l'absence d'érosion — source de blanchiment — et d'organismes fixés comme les balanes, les moules adultes présentent une couleur bleu noir, on l'appelle d'ailleurs la moule bleue dans certaines provinces du Canada[2].

### Vulnérabilité

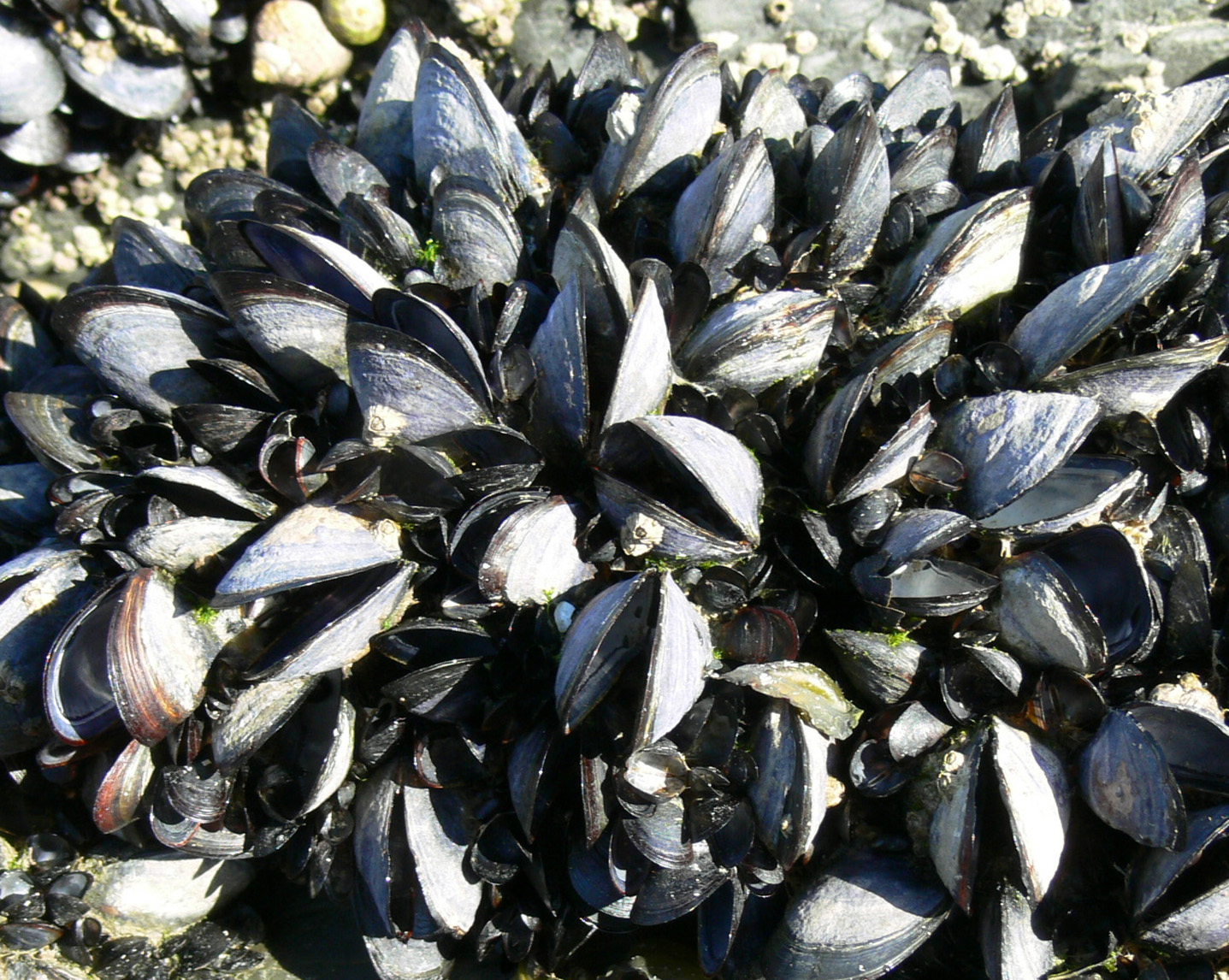
Colonie naturelle morte, probablement tuée par un biocide ou un pathogène (Cliquer pour agrandir)

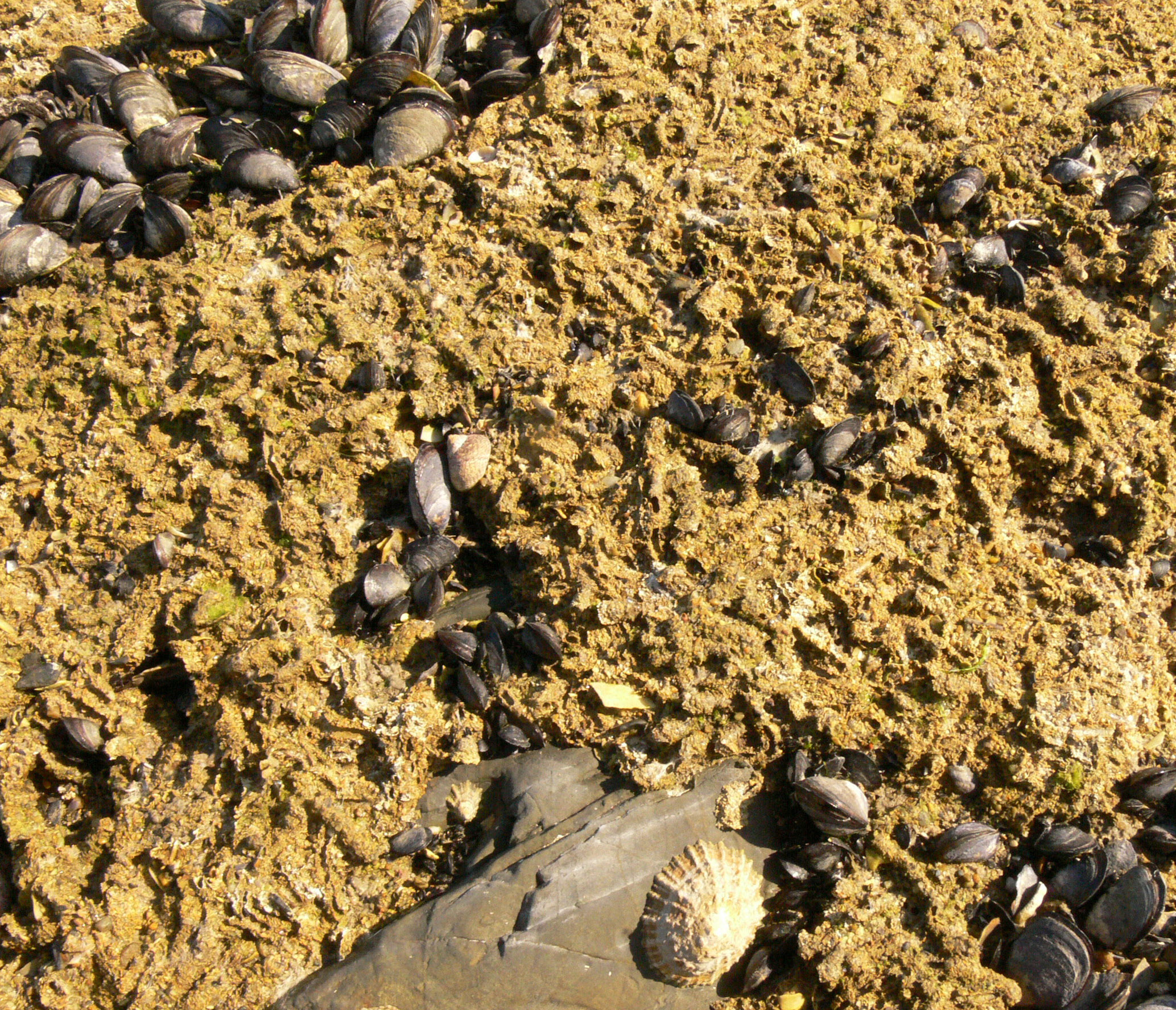
Les moules doivent parfois faire face à la concurrence d'autres organismes fixés (Cliquer pour agrandir)

Les moules sont des organismes normalement très résistants, solidement fixés et bien protégés par leur coquille.
Hormis l'huîtrier pie, rares sont les prédateurs qui peuvent les consommer facilement à cause de leur coquille trop dure à casser.
Elles sont cependant vulnérables à certains microbes et parasites ou aux toxiques qu'elles concentrent en les filtrant. Les mortalités collectives sont cependant rarement observées (photo de gauche). 
En tant qu'animaux filtreurs, elles sont susceptibles de bioaccumuler des toxines émises par certaines espèces planctoniques dont elles se nourrissent. 
Elles absorbent et bioaccumulent aussi certains polluants (toxiques, écotoxiques et perturbateurs endocriniens).
Elles doivent aussi affronter une compétition pour l'espace disponible sur la zone intertidale (photo de droite).
Remarques :
- Dans le système de refroidissement des centrales nucléaires qui utilisent l'eau de mer, on traite l'eau avec un biocide (chlore en général) pour tuer les larves de coquillages afin qu'ils ne bouchent pas les installations et tuyauteries. Un impact significatif de réduction du plancton, nourriture des moules, peut être observé assez loin en aval de ces centrales. Les moules peuvent y être utilisées pour repérer d'anciennes pollutions qu'elles ont pu en quelque sorte enregistrer et stocker dans leur chair ou dans leur coquille.
- Parmi les questions émergentes posées par la Commission OSPAR et HELCOM, face au manque de données concernant l'importance quantitative et qualitative des dépôts immergés d'explosifs et munitions anciennes sur les littoraux et en mer en Europe et dans le monde, se pose la question des impacts sur les moules et les huitres de toxiques issus de munition immergée commençant à fuir.

### Sensibilité
- La moule est dotée d'une bouche, mais sans organes sensoriels regroupés, ni cerveau. Cette absence de tête et une cérébralisation réduite sont un caractère secondaire permis par la vie fixée.
- Les moules possèdent quand même des chémorécepteurs répartis sur l'épiderme. Elle se ferme d'ailleurs rapidement et hermétiquement en présence de nombreuses substances toxiques, ce qui a permis de l'utiliser dans des systèmes d'alerte pour la qualité de l'eau (dans un bac où l'on fait passer de l'eau de mer, elle déclenche une alarme en connectant 2 contacts lorsqu'elle se ferme en présence de certains polluants)[4].
- La moule ne possède pas d'yeux, contrairement à la coquille Saint-Jacques, ce qui n'exclut pas qu'elle soit sensible à la lumière.
- La bouche de la moule est entourée par des palpes qui vont permettre d'amener les aliments vers la bouche.
- La moule est sensible aux rythmes circadiens[5] et des marées. En laboratoire, son rythme biologique et différents paramètres physiologiques sont facilement troublés par un éclairage nocturne ou par des heures anormales de nourrissage (à minuit au lieu de midi par exemple). Comme beaucoup d'autres espèces aquatiques, les moules vivant près de ponts éclairés ou infrastructures portuaires ou littoraux éclairés pourraient donc peut-être être perturbées par la pollution lumineuse.

### Locomotion
Si sa larve planctonique est mobile, la moule adulte est un animal fixé à son support par le byssus, et donc ne se déplace presque pas. Elle peut se déplacer, dans l'eau, mais très lentement, grâce à son pied.
Le pied va sécréter un liquide (le byssus), une sorte de colle biologique qui se polymérise rapidement avec l'eau formant des filaments très résistants la reliant au support sur lequel elle vit.

### Digestion
- La bouche se poursuit par un œsophage très court arrivant à un estomac globuleux pourvu d'un cæca postérieur long, dans lequel se trouve une tige cristalline qui tourne sur elle-même grâce à des cils ; elle a pour rôles la dissociation physique des aliments et la digestion enzymatique.
- L'intestin est contourné, il se poursuit par un rectum rectiligne qui passe dans le péricarde et le ventricule cardiaque.
- L'anus est situé au-dessus du muscle adducteur postérieur à proximité du siphon exhalant.

### Appareil circulatoire
- Le cœur, entouré du péricarde, est formé de deux oreillettes et d'un ventricule cardiaque. Le ventricule propulse le sang dans l'aorte antérieure et une aorte postérieure. Ces aortes débouchent dans des lacunes.
- Le sang est collecté dans un sinus ventral et filtré par les reins puis gagne les branchies par les veines afférentes et en ressort par les veines efférentes qui le conduisent au cœur.
- Il existe deux paires de branchies. Chaque branchie en lamelles possède un feuillet direct et un feuillet réfléchi reliés entre eux par sept branchiaux transverses : on parle de lamellibranches filibranches.

Leur circulation sanguine est lacunaire, le sang quitte les vaisseaux sanguins et se répand dans les organes vitaux.

### Reproduction
La maturité sexuelle est acquise au bout d'un an. Les gonades, au nombre de deux, sont situées dans la « bosse de Polichinelle ». Chez la moule il y a gonochorisme : les gonades sont blanchâtres chez les mâles et jaune orangé chez les femelles. Les gonoductes s'ouvrent de part et d'autre de la masse viscérale entre le pied et les lamelles branchiales. La période de reproduction est définie de mars à juin. Les moules matures étant incapables de se déplacer, elles ne peuvent s'accoupler. La fécondation est externe et la réussite de la reproduction dépend de la rencontre dans l'eau des gamètes mâles et femelles. La larve, de type véligère, est zooplanctonique, puis se fixe pour donner l'individu adulte qui, dans la nature, restera fixé jusqu'à sa mort.

### Élevage des moules

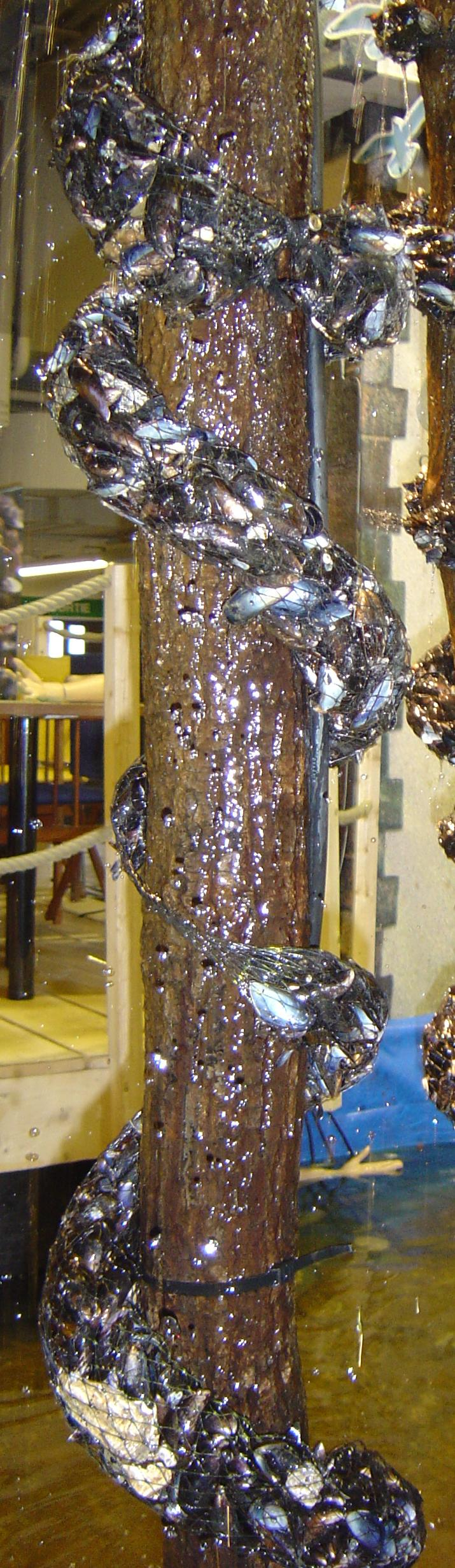
Des bouchots en démonstration au Salon de l'agriculture, à Paris. (Cliquer pour agrandir)

L'élevage de moules est appelé mytiliculture.
Plus de 700 000 tonnes de moules sont produites en Europe par an, avec une baisse régulière de production depuis 1999.
Outre la pêche à pied, dont les impacts ne doivent pas être sous-estimés (surexploitation, exposition au risque d'intoxication alimentaire…), et la pêche à la drague des bancs naturels (dans la Manche en particulier), les moules proviennent des élevages, qui exploitent diverses techniques dont :
- Les bouchots : des poteaux verticaux en bois ou en plastique enfoncés sur l'estran, autour desquels on enroule des cordes en fibres de coco qui ont servi de capteur pour le naissain de moules. On ajoute à mi-élevage un filet (nommé « catin ») qui empêche les moules de se décrocher, les grappes de moules les moins bien accrochées sont récupérées et remises dans un filet tubulaire pour faire des "boudins" qui sont remis en élevage sur un nouveau pieu  (photo de droite). Cette technique nécessite un fort marnage (hauteur entre la haute et la basse mer), car les poteaux doivent être couverts à marée haute et accessibles pour le professionnel à marée basse.
- Les filières : élevage en suspension, une corde principale est maintenue en surface par des bouées sur une centaine de mètres, les deux extrémités sont fixées au fond par des ancres. Des cordes lestées à l'extrémité sont fixées à la corde principale, et des cordes de coco support des naissains de moule sont enroulées autour des suspensions. L'avantage de cette technique réside dans le fait que les moules sont dans l'eau continuellement et peuvent donc s'alimenter sans interruption, l'inconvénient principal est la prédation par les daurades.
- En suspension sous table : pratiquée dans l'étang de Thau, et en Méditerranée c'est la technique des tables d'élevage.
- En suspension sous radeau : pratiquée en Espagne, c'est la technique des (es) bateas.

## La moule dans l'écosystème
Elle joue un rôle important en tant qu'organisme filtreur contribuant à épurer l'eau en fixant des métaux dans sa coquille, en diminuant la turbidité de l'eau, et tout en améliorant l'offre en plancton ; on a en effet montré qu'un lit de moule — bien qu'il consomme du plancton (37 ± 20 % du plancton présent dans l'eau, dans un dispositif expérimental,) — libère dans le milieu une telle quantité de nutriments bioassimilables qu'il semble pouvoir (selon les modèles produits, à partir de mesures faites in situ) produire plus de plancton qu'il en a consommé,.
Par ailleurs, un lit de moule est un petit biorécif qui peut aussi stabiliser des vasières (testé en mer de Wadden sur des vasières intertidales) et enrichir l'écosystème en termes de biodiversité. Pour ces raisons les moules, comme les huîtres sont classées parmi les espèces-ingénieur.

## La moule en tant qu'aliment

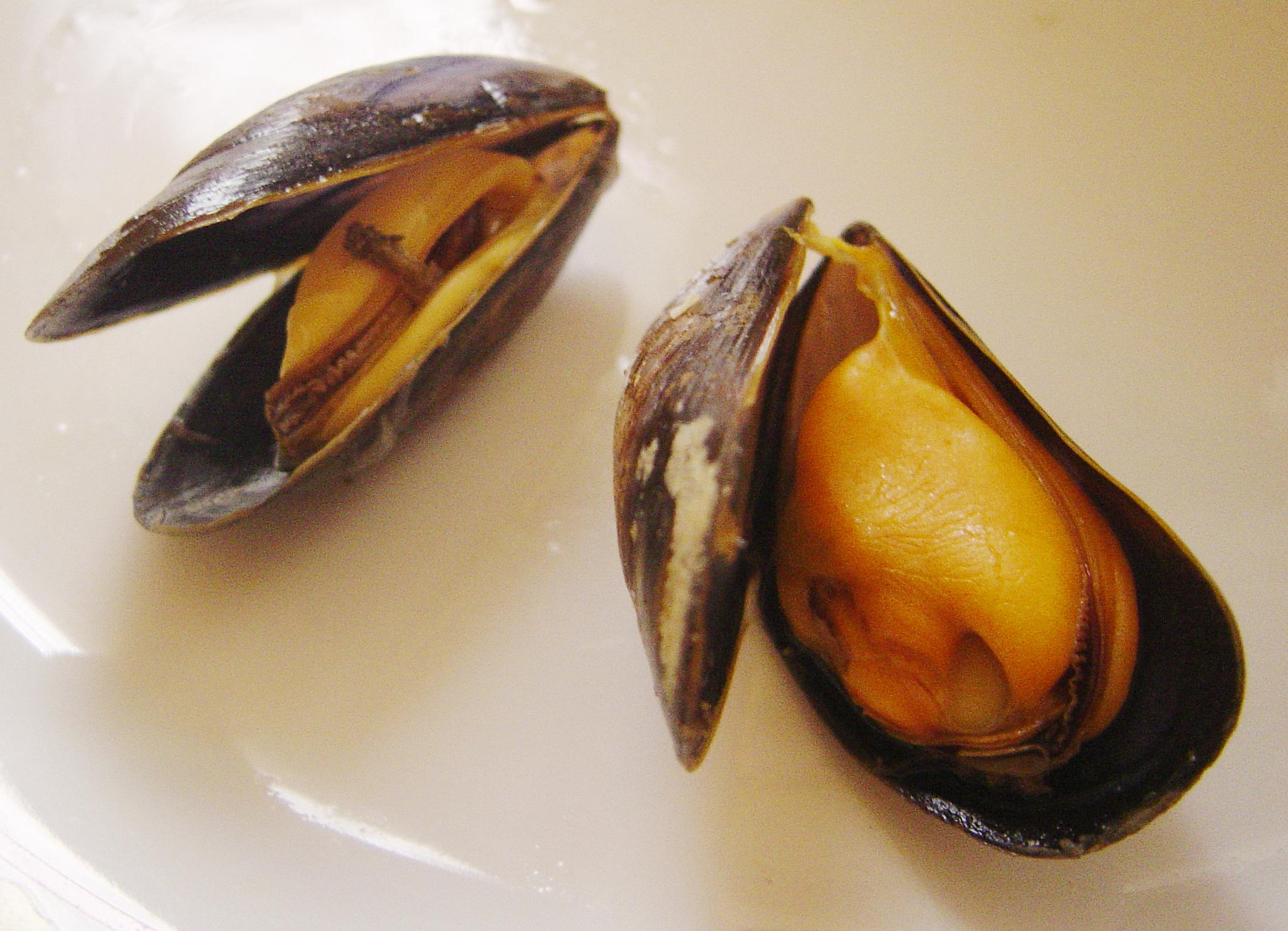
Les moules cuites sont ouvertes, et ont une couleur allant du jaune pâle à l'orange en passant parfois par le blanc.

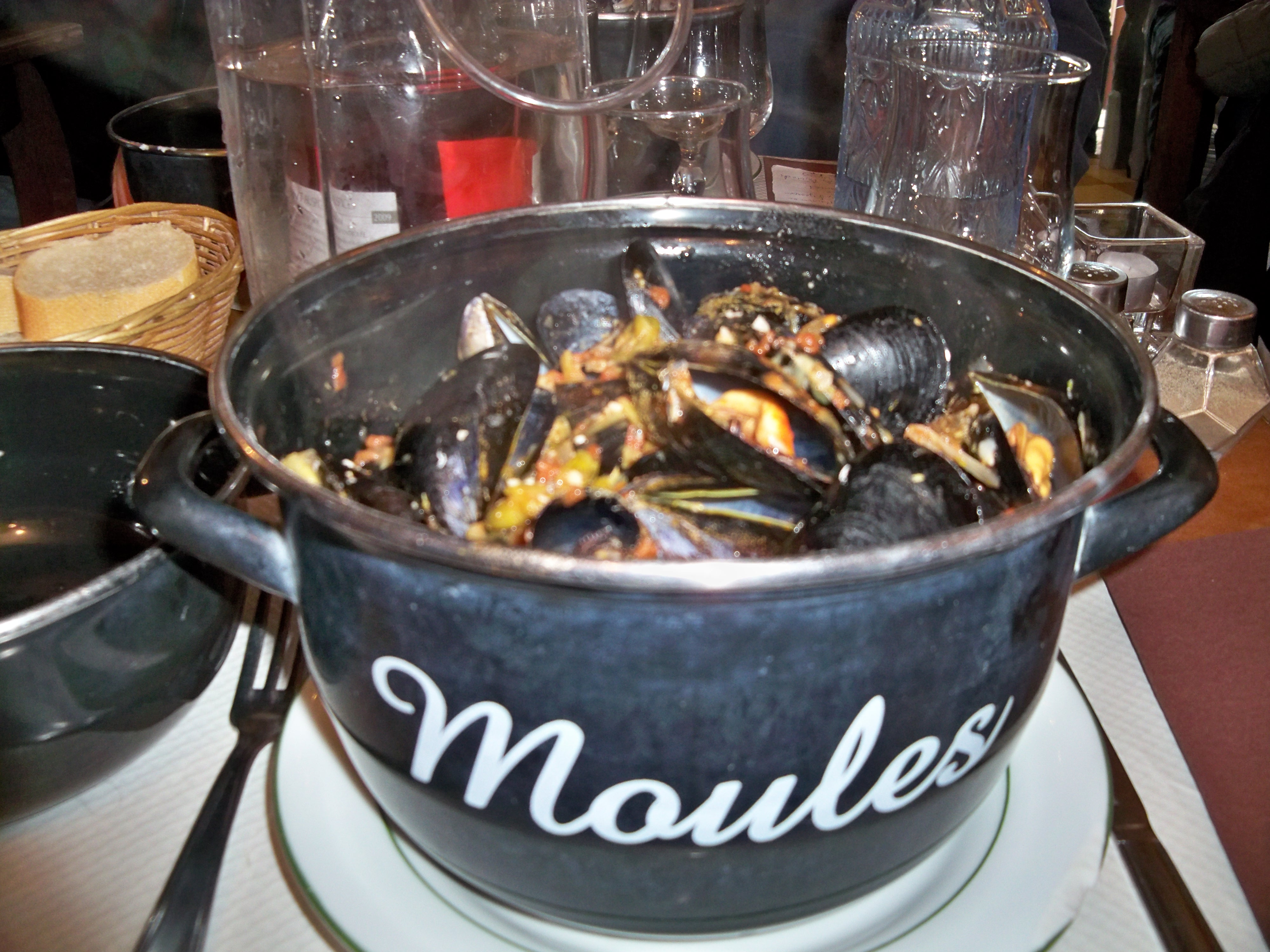
Moules à la provençale.

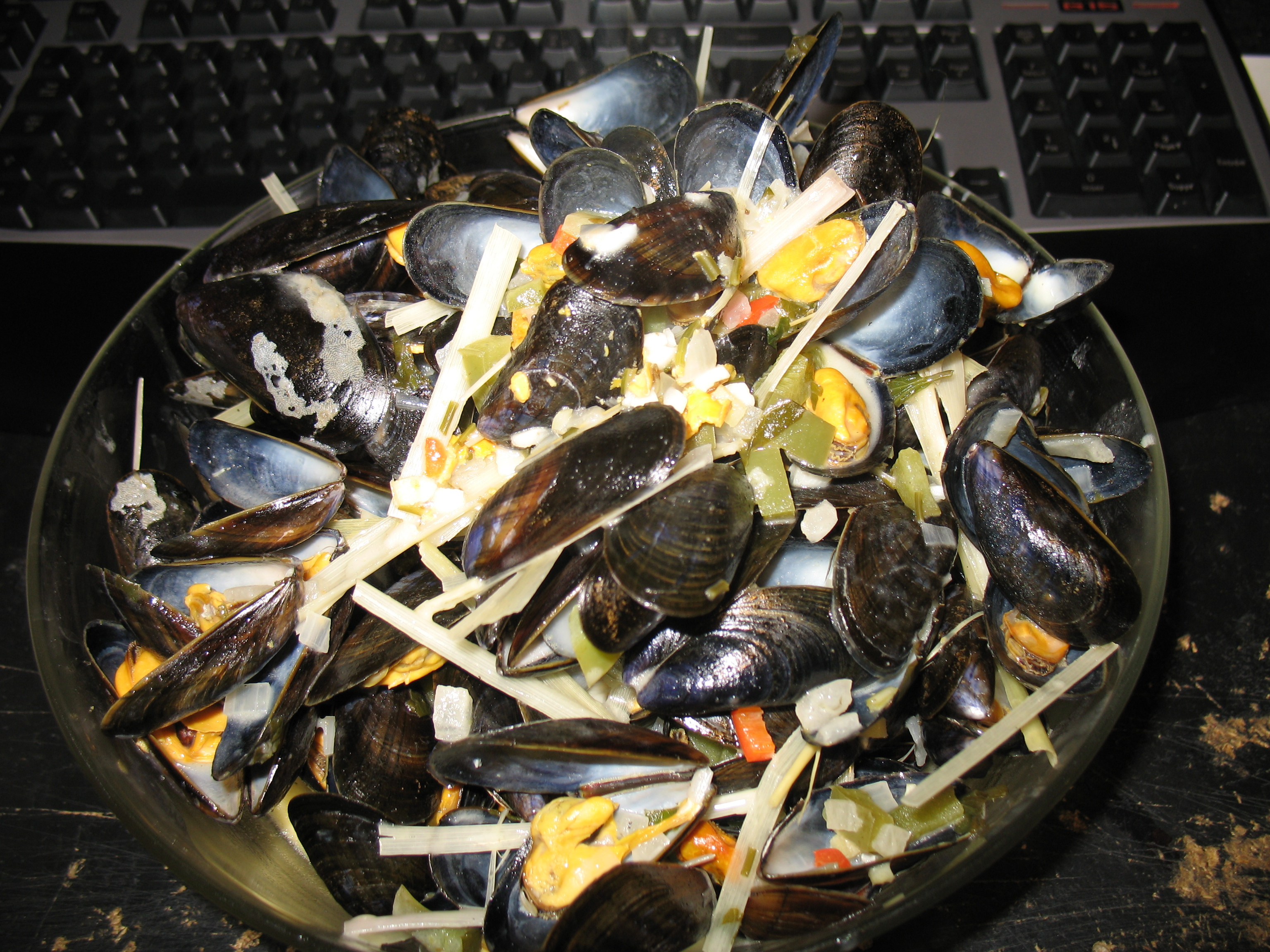
Il existe une multitude de façon de cuisiner les moules, ici à la Thaï.

La moule est probablement recherchée et mangée par l'homme depuis la préhistoire. On connait sur certains littoraux d'Amérique du Sud des amas considérables de coquilles vides laissées par les Amérindiens qui les mangeaient. Il semble que la coquille de moule, qu'on a trouvée sur divers chantiers de fouilles préhistoriques jusqu’en Terre de Feu, ait pu très tôt servir de cuillère. Un amas de coquilles de moules d'eau douce a été trouvé sur le site préhistorique de Baurieux-la-Plaine dans le Nord de la France, avec des vases et des pointes de flèches.
Actuellement, elle est le plus souvent mangée cuite, après avoir été pêchée de juin à décembre dans l'hémisphère nord, mais elle est vendue congelée toute l'année. Il existe de très nombreuses recettes pour préparer les moules, comme les moules gratinées, que l'on mange en entrée, les moules à la provençale ou encore la cassolette de moules, qui connaît d'innombrables variations régionales et locales. Le plat le plus simple et le plus populaire reste le célèbre « moules-frites », originaire de Belgique et du nord de la France. La moule peut aussi être consommée crue, par exemple accompagnée d'une vinaigrette aillée ; à Bruxelles, ce mets s'appelle « moules parquées » alors que cette expression indique habituellement en France, au moins depuis le XIXe siècle, des moules élevées dans un parc comme les moules de bouchot. La difficulté est alors d'ouvrir la coquille solidement fermée. Comme tous les coquillages, elle doit être encore vivante juste avant la cuisson. Une moule vivante laissée à l'air est totalement fermée, ou presque totalement fermée, alors qu'une moule morte s'ouvre ; les moules s'ouvrent d'elles-mêmes en fin de cuisson.
Il convient de toujours consommer des moules fraîches et de s'assurer que la chaîne du froid a été correctement maintenue sous peine de graves intoxications alimentaires. Une phase de dépuration est obligatoire dans certaines régions du monde permettant notamment de diminuer leur charge en virus et bactéries indésirables, ainsi qu'en microplastiques (MP) source de micropollluants, mais selon Stéphanie Birnstiel (2024[source insuffisante]) à propos de moules étudiées au Brésil « le fait que les moules présentaient encore une abondance élevée de microplastiques même après la dépuration suggère que les moules de GB pourraient ne pas être aptes à la consommation humaine. D’autre part, il n’existe à ce jour aucun niveau de sécurité établi concernant l’ingestion humaine de fruits de mer ».

## Production et consommation

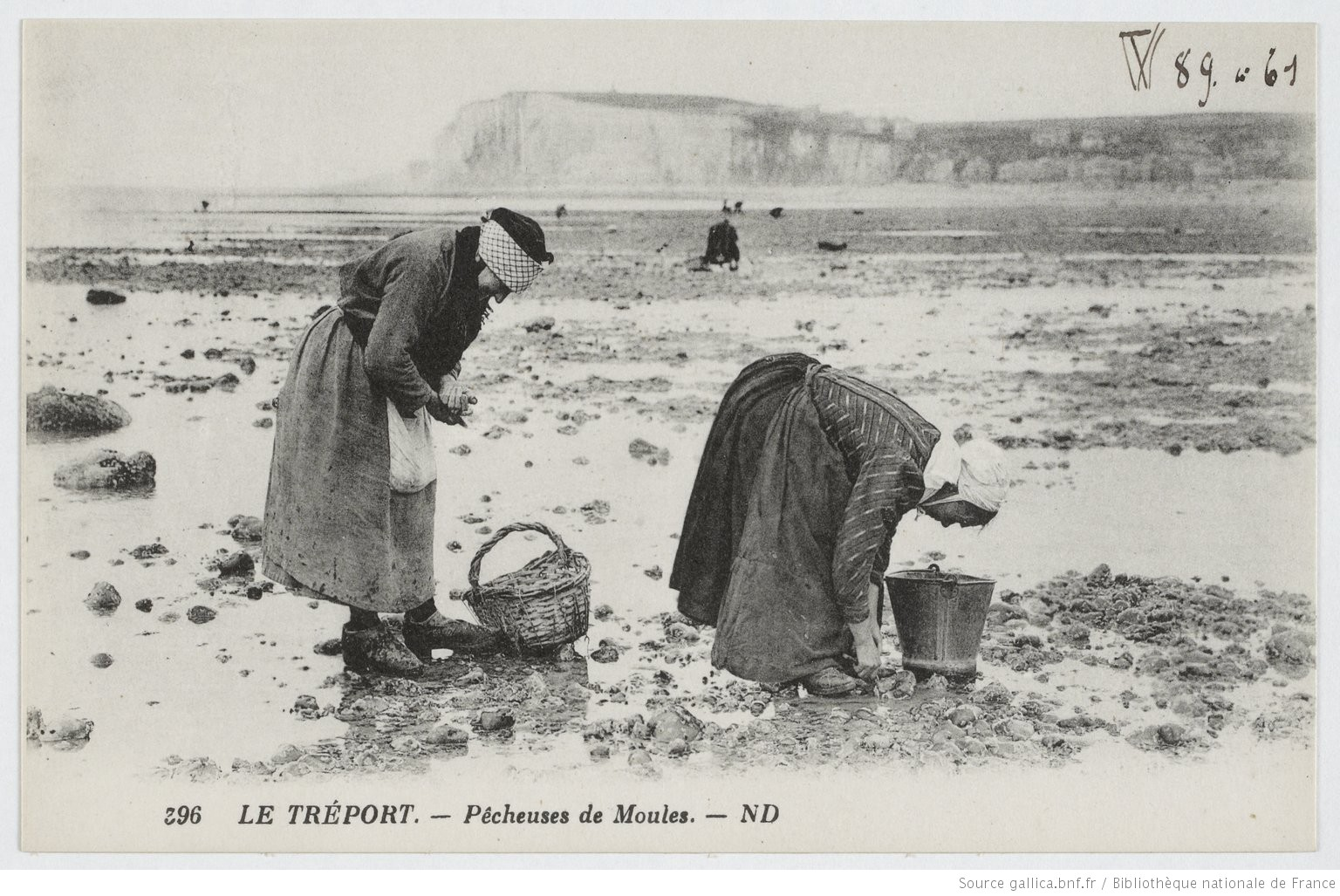
Le Tréport -- Pêcheuses de moules au début du XXe siècle

### Moules de pêche
La part des moules de pêche est significative dans une grande partie du monde. Les bancs sauvages de moules sont situés à faible profondeur et peuvent être pêchés à la drague, comme sur le banc de Barfleur en Normandie. La production des bancs sauvages est irrégulière, le banc de Barfleur produisant entre 5 000 et 9 000 tonnes par an.
Aux Pays-Bas, dans la province de Zélande, au nord des Pays-Bas on pratique une technique de pêche de moules élevées sur des fonds marins qui subissent l'influence des marées. On produit annuellement de cette manière quelque 50 000 tonnes par an aux Pays-Bas. Les moules sont élevées en deux endroits précis : l’Escaut oriental, autour de la ville de Yerseke, et dans le Waddenzee, au nord du pays. Ces deux régions, parce qu’elles sont reliées à la mer du Nord, et donc soumises à l’action des marées, sont particulièrement propices à l’élevage des moules depuis le XVIe siècle. L’eau y est en effet continuellement en mouvement et, deux fois par jour, de grosses quantités d’eau de la mer du Nord, riche en plancton extrêmement nutritif, y déferlent. Parmi les trois villages historiquement spécialisés dans cette production, Yerseke, le port le plus important, est l’une des portes ouvertes sur quelque 6 000 hectares de l’Escaut oriental où l’on élève le coquillage. Une zone qui profite des eaux salées de la mer du Nord et du flux d’eau douce du fleuve. On ne trouve pas les coquillages sur des bouchots et rarement sur des cordes (comme à Dunkerque) ; les quelque 70 mytiliculteurs de lieu draguent le fond avec leurs puissants navires, dans des parcelles où ils ont deux ans auparavant installé les « naissains » patiemment récoltés. 50 000 tonnes sont récoltés annuellement. La saison des moules commence début juillet de chaque année.

### Moules d'aquaculture
Dans le monde, certaines sources estiment que la production de la mytilus edulis est de 200 000 tonnes ou de 400 000 tonnes. Une autre source fiable mentionne 1,6 million de tonnes, ce chiffre comprenant toutes les espèces de moules (Mytilus edulis, Mytilus galloprovincialis, Mytilus chilensis, Mytilus coruscus, Perna veridis, Perna canaliculus).
En Europe, c'est l'Espagne qui produit le plus de moules avec 260 000 tonnes
La part de la France serait, selon les sources, entre 55 200 tonnes et 58 000 tonnes, dont 50 000 tonnes de moules de bouchot.

### La production française
Les chiffres de production indiqués ci-dessous sont des chiffres estimatifs communiqués par les Comités Régionaux de la Conchyliculture et rapportés par le Comité National de la Conchyliculture.
| Région                | Moules de bouchot | Autres moules | Total  |
| --------------------- | ----------------- | ------------- | ------ |
| Normandie-Mer du Nord | 21 000            | 700           | 21 700 |
| Bretagne Nord         | 17 494            | -             | 17 494 |
| Bretagne Sud          | 3 500             | -             | 3 500  |
| Pays de la Loire(*)   | 10 000            | -             | 10 000 |
| Poitou-Charentes      | 4 000             | 1 200         | 5 200  |
| Méditerranée(*)       | -                 | 30 000        | 30 000 |
| TOTAL                 | 87 894            | 1 108         | 89 002 |

(*) Chiffres de 2011/2012

### Consommation
En France, on consomme environ 140 000 tonnes de moules, dont presque la moitié est importée, les premiers fournisseurs étant les Pays-Bas, puis l'Espagne, l'Irlande et l'Italie. L'espèce Mytilus edulis représente la plus grande part de la consommation, et secondairemement Mytilus galloprovincialis. Une toute petite part des moules d'industrie est constituée de moules vertes de Nouvelle-Zélande Perna canaliculus.

## Dangers identifiés et moyens de maîtrise
Microbes :
Les moules, comme les huîtres, peuvent provoquer des troubles digestifs pour plusieurs raisons:
- elles peuvent contenir trop de bactéries, dont éventuellement E. Coli, marqueur commun de contamination.
- elles peuvent avoir filtré de l'eau contenant du plancton toxique. Les moules ont alors concentré ces toxines - appelées phycotoxines - mais ne sont pas en mauvaise santé.

La pollution « naturelle » des zones d’élevage est réversible si la qualité des eaux s’améliore, car la moule filtre en permanence cette eau et rejettera les toxines produites par ces algues, qui se dégradent aussi avec le temps.
La cuisson va détruire une grande partie des microbes -mais pas en totalité- et dénaturer une partie des toxines, ce n'est donc pas une garantie de salubrité. On recommande de ne pas consommer les moules ne s'ouvrant pas à la cuisson, et d'écarter les moules dégageant une mauvaise odeur.
Toxiques non microbiens : Les bivalves d'eau douce ou salée se détoxiquent d'une partie de certains contaminants métalliques qu'ils ingèrent (plomb notamment) en les fixant dans leur coquille. Les coquilles de moules ayant grandi dans certaines zones polluées peuvent ainsi être très chargées en métaux lourds, voire en radionucléides.
Ifremer publie une cartographie interactive des données de surveillance pour les métaux, HAP, PCB, DDT, lindane dans la chair des huitres et moules.
La chair outre ses contaminants microbiens et viraux, peut aussi contenir des ETM (éléments-trace-métalliques) fraichement ingérés.
Par ailleurs pour ne pas faciliter le relargage de métaux lourds à partir des coquilles, il convient de ne pas cuire les moules ni les laisser en présence d'acides (sauce tomate, jus de citron, vinaigre, etc.), ce qui contribuerait à désorber des métaux toxiques dans le plat préparé.
Un contrôle sanitaire est exercé sur la production, et les zones d’élevage font l’objet d'une constante surveillance de la qualité de leurs eaux par l'Ifremer. Les zones sont classées selon leur qualité (A, B, C et D), les moules pouvant être élevées dans les zones A et B, mais finies et expédiées seulement des zones classées A.
L'administration, qui est chargée de la sécurité sanitaire des consommateurs, doit fixer un niveau de risque à partir duquel une interdiction de vente doit être décidée, souvent pour des raisons de contamination microbienne trop élevée ou de présence de toxines. L'administration (Préfecture) peut aussi interdire la pêche à pied pour les mêmes raisons.
En France, la profession conchylicole proteste régulièrement contre les critères et seuils de déclenchement définis par le ministère de l'Alimentation, de l'Agriculture et de la Pêche (indemnisation à partir de 35 % de perte du chiffre d’affaires ou de 120 jours consécutifs de non-vente), proposant en 2006 un seuil de 15 % de perte du chiffre d'affaires ou de 75 jours consécutifs de non-vente, souhaitant des aides de l'Europe pour un nombre élargi du type de situations de pollutions donnant droit à indemnisation des conchyliculteurs.
Métaux lourds : La chair peut contenir des métaux lourds, mais les coquilles peuvent en accumuler beaucoup plus encore. Les coquilles d'huître ou de moule (broyées ou non) ont été utilisées pour produire du calcium plus facilement bioassimilable (pour aliments du bétail, des volailles, de poissons de piscicultures, voire de médicaments ou de complémentation de l'alimentation humaine). Ce type de production ne doit être fait qu'avec des moules non polluées et dont les coquilles ont donc été analysées pour tout le spectre des métaux.
Gestion des déchets (coquilles) : La gestion de grandes quantités de coquilles, dans le secteur agroalimentaire ou lors de manifestations devrait également s'appuyer sur des études de risque et de danger. La Braderie de Lille, dans le Nord de la France rassemble par exemple chaque premier samedi-dimanche de septembre de l'année plus d'un million de personnes. Le plat traditionnel y est la « moule-frite » qui laisse en fin de braderie, des centaines de monticules de coquilles vides rassemblés par les restaurateurs sur les trottoirs, qui sont pris en charge par la filière déchets comme un déchet banal, ce qu'il n'est peut-être pas toujours.

Une expérience conduite à Aarhus (Danemark) a montré que les coquilles de moules font un excellent isolant thermique lorsqu'appliquées en couches épaisses de quelques dizaines de centimètres sur une toiture à faible pente ou maintenues par un grillage.
Les antifoulings : ce sont des biocides conçus pour libérer lentement des toxiques chargés de tuer les organismes qui s'accrocheraient sur les coques de navires. Ils font l'objet d'une réglementation qui va interdire certains composés les plus toxiques (uniquement pour les navires de moins de 20 m dans un premier temps). Leur utilisation croissante continue de poser des problèmes préoccupants pour les moules sauvages et parfois d'élevage.
Autres risques : Un risque, qui s'aggrave avec le temps, est celui que les moules soient exposées à des toxiques issus des centaines de dépôts de munitions immergées le long des côtes. Selon les experts, c'est vers les années 2005 que les obus de la guerre 14-18 devraient commencer à fuir. Or à la fin de cette guerre, un pourcentage important des munitions non-explosées collectées et pour partie jetées en mer étaient des munitions chimiques, dont les toxiques (restés stables sous l'eau froide) peuvent être bioconcentrés par les bivalves filtreurs. Même les munitions dites conventionnelles posent problème (cuivre, zinc, plomb, arsenic, antimoine, cadmium.. et surtout mercure issu du fulminate de mercure des amorces peuvent polluer l'environnement).

## Législation européenne
- Métaux lourds

La mytiliculture doit respecter les règles et lois concernant le commerce et l'alimentation, mais les moules n'étant pas réputées consommées en grande quantité, elles ont -comme les huîtres et certains poissons- longtemps bénéficié d'une tolérance élargie concernant les métaux lourds, dont la loi européenne ne demande par ailleurs pas qu'ils soient recherchés dans la coquille des bivalves mis sur le marché. Cependant, le Règlement 2023/915 sur les contaminants en alimentation s'applique.
- Bactériologie

Dans le cadre de l'Union européenne, en termes de contamination bactériologique ou virale, le « Paquet hygiène », qui s'applique à partir de 2006 et qui vise à une mise en conformité avec les standards internationaux, avec les recommandations fondées sur des bases toxicologiques scientifiques, n’a pas repris la tolérance analytique de la précédente Directive 91/492/CE. L'ensemble des textes du Paquet hygiène (Règlements 852/2004, 853/2004, 854/2004) vise à supprimer les situations antérieures un peu artisanales et d'application inégale à l'intérieur de l'Union européenne. La « zone A », dont les moules peuvent être expédiées, doit respecter plusieurs critères analytiques. En particulier, les moules de la zone A ne doivent pas contenir en moyenne plus de 230 E. Coli cultivables pour 100 grammes de chair et de liquide intervalvaire de coquillages (CLI).
Ces limites (E. coli et salmonelles) sont fixées par le Règlement 2073/2005 
En 2006, en France, la profession estimait ne pas pouvoir supporter l'application du Paquet hygiène -plus rigoureux que les précédentes conditions- qui impliquait le déclassement de 80 % des « zones A » en France, et la suppression de 29 % des zones de production, et tentait de négocier le maintien des procédures antérieures avec la Commission européenne, selon l'Officiel de la Conchyliculture (no 70 de fév-mars 2006), en souhaitant le maintien de certaines dispositions de la Directive 79/923 sur la protection des zones conchylicoles que la Directive Cadre sur l'eau (DCE) prévoyait d’abroger.
- Toxines

La règlementation est basée sur le Paquet hygiène et le Règlement 2023/915

## Moules d'eau douce
Il existe des « moules d'eau douce » mais qui sont classées dans l'ordre des Unionoida et ne sont pas consommables. La plus connue est la moule zébrée, espèce invasive qui colonise en Europe et en Amérique du Nord de nombreux canaux, lacs et cours d'eau, au point parfois de poser des problèmes de dysfonctionnement des écluses, de boucher des tuyaux ou éliminer d'autres espèces moins résistantes. Cette espèce n'est habituellement pas consommée, ni commercialisée, et elle peut accumuler des quantités importantes de toxiques, dans la chair, mais surtout dans la coquille.
Les principales espèces de moules de mer comme Mytilus edulis peuvent également séjourner temporairement dans l'eau douce. Aux Pays-Bas, l'un des principaux gisements de moules est l'estuaire de l'Escaut.

## Pathologies, parasitoses, déprédation

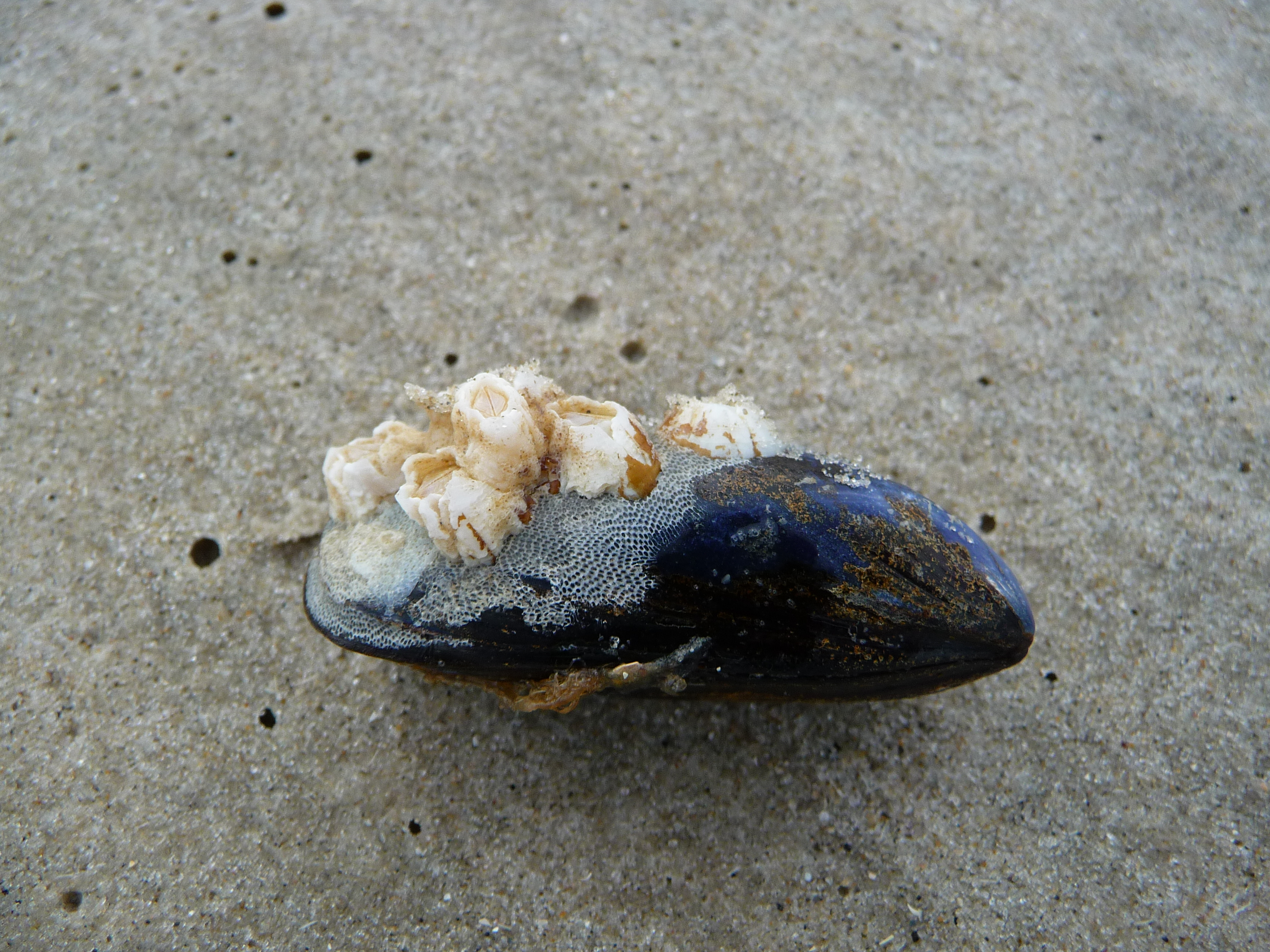
Une situation de commensalisme est celle des balanes fixés sur la coquille de la moule commune, et des colonies de bryozoaire, du type Conopeum reticulum, qui l'encroûtent. Une situation de parasitisme est celle d'un gastéropode parasite de 3 à 4 mm du genre Odostomia qui déploie sa trompe entre les valves et suce l'hémolymphe de la moule.

Les moules (et d'autres bivalves) peuvent être attaqués par des prédateurs naturels (oiseaux marins, bigorneaux perceurs...) ex : Les nucelles peuvent eux-mêmes être commercialement valorisés (en alimentation humaine, animale ou peut-être pour la production d'un colorant (bromo-indigo à partir des glandes hypobranchiales)).
Les élevages intensifs en parcs qui produisent des colonies denses de moules peuvent attirer les déprédateurs, tout en favorisant le développement de parasites (ex : Mytilicola instestinalis (copépode localement responsable d'affaiblissement des moules voire de mortalités significatives)  et la diffusion dans les élevages de microbes pathogènes (bactéries, virus, vibrions...).
Depuis 2014, des mortalités parfois importantes touchent certaines zones de mytilicultures. Une maladie émergente (une sorte de cancer, de type leucémique, mais qui serait transmissible d'une moule à l'autre, et associé à des désordres chromosomiques encore mal compris), d'abord identifiée aux États-Unis, semble en cause, selon une étude publiée en 2016 par le Journal of Invertebrate Pathology.